# Grube Heinitz
Die Grube Heinitz ist ein ehemaliges Kohlebergwerk in Heinitz bei Neunkirchen (Saar). Sie wird den sog. Eisenbahngruben zugerechnet.

## Geschichte
Schon im 7. Jahrhundert vor Christus wurde im Gebiet der Grube von den Kelten zur Herstellung von Schmuck und Grabbeigaben Kännelkohle abgebaut. Ab 1843 wurden umfangreiche geologische Untersuchungen durchgeführt. 1847 begann Preußen, mit dem Anschlag des Heinitzstollens Kohle in der Grube abzubauen und unternahm Verkokungsversuche. 

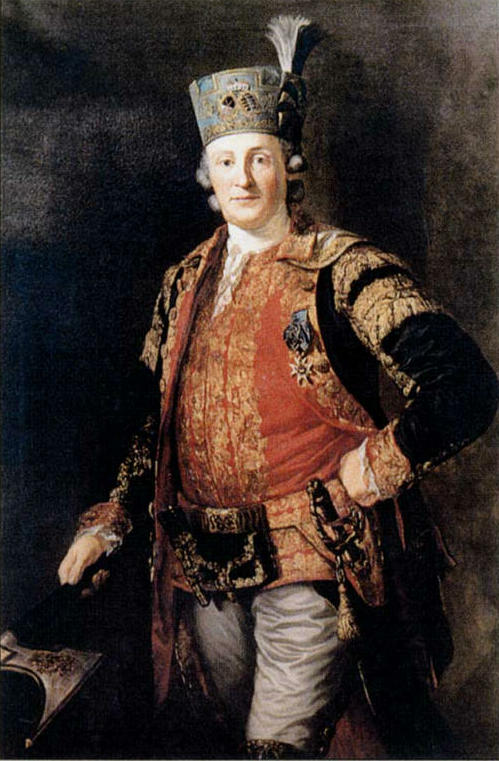
Friedrich Anton Freiherr von Heynitz

 Ab 1859 wurde dann im regelmäßigen Schichtbetrieb Kohle abgebaut. Es entstand eine kleine Grube mit Zechenhaus und Schmiede. Das taube Gestein und die Schlacken wurden im Binseswiesental gelagert, wo auch ein Gegenort entstand. Im gleichen Jahr startete auch der erste Kohlenzug im Saarland von der Grube aus über die Bahnstrecke Neunkirchen–Neunkirchen-Heinitz, die extra dafür gebaut worden war. Ab 1851 wurde die Grube als eigenständiger Betrieb geführt. Den Namen erhielt die Grube als Ehrung des preußischen Staatsministers und Chef des Bergwerks- und Hüttendepartements Friedrich Anton von Heynitz.

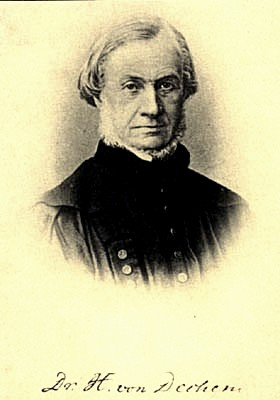
Ernst Heinrich von Dechen

1852 wurde ein zweiter Schacht gesetzt und eine Kohlenwäsche gebaut. In der Colonie Elversberg (heute: Spiesen-Elversberg) wurde ein Schlafhaus für die Bergleute errichtet. In den folgenden Jahren wuchs die Grube stetig. Es kamen die Schächte Dechen dazu, weitere Schlafhäuser wurden erbaut, und erste Bergmannshäuser entstanden. Ab 1860 setzte die industrielle Förderung der Kohle ein. 1882 erreichte das Bergwerk eine Jahresfördermenge von mehr als einer Million Tonnen Steinkohle. 1890 erhielt das Bergwerk Heinitz als eines der ersten einen Gasmotor zur Stromerzeugung für Beleuchtungen. Zur Jahrhundertwende war die Grube das größte Saar-Bergwerk. Inzwischen gab es neben den vier Heinitz-Schächten und den drei Dechener Schächten auch die Schächte Geisheck l und II, den Bildstock-Schacht und den Mosel-Schacht. 1911 kamen der Eichen-Schacht und der Marsaut-Schacht hinzu.
1904/1905 wurde eine Gasmaschinenhalle zur Produktion von Strom aus Kokereigas erbaut. 1906 übernahm die Gasmaschinenhalle Heinitz die Versorgung der Grubenbetriebe. Auch die Gemeinde Neunkirchen bezog ihren Strom von der Grube Heinitz. Inzwischen arbeiteten über 6100 Menschen in der Grube. Zwischen 1936 und 1939 wurden die Tagesanlagen von Heinitz und Dechen modernisiert.
1962 wurde die Grube Heinitz stillgelegt, 1968 folgte die Grube Dechen. Die Kohlevorräte wurden der Grube Reden zugewiesen.

## Architektur
Von der Grube selbst ist in einem kleinen Park der erste Stollen erhalten.
Erhalten ist auch eine Gasmaschinenzentrale, die aus Kokereigas Strom produzierte. Die Halle wurde in den Jahren 1904 und 1905 in Stahlskelettbauweise im Jugendstil errichtet. Sie steht seit 1992 unter Denkmalschutz.
An Betriebsgebäuden sind das ehemalige Verwaltungsgebäude der Kokerei, die ehemalige Benzolfabrik und ein ehemaliges Laborgebäude von 1920/21 erhalten.